# Graasten Salater
Graasten Salater er et et dansk fødevaremærke, der er ejet af Stryhns Gruppen. Graasten Salater A/S var fra 1947 til 2009 en dansk fødevarevirksomhed beliggende i Gråsten. 

## Historie
Virksomheden blev grundlagt i 1947 af Johannes Rasmussen med en ganske lille produktion, som han selv kørte rundt og solgte af. I 2008 blev virksomheden en del af Stryhns..